# Iambia harmonica
Iambia harmonica är en fjärilsart som beskrevs av George Francis Hampson 1902. Iambia harmonica ingår i släktet Iambia och familjen nattflyn. Inga underarter finns listade i Catalogue of Life.